# Albert Ladenburg
Albert Ladenburg, född 2 juli 1842 i Mannheim, död 15 augusti 1911 i Breslau, var en tysk kemist.
Ladenburg blev 1873 ordinarie professor i kemi i Kiel och var 1889-1909 professor i Breslau. Han utförde betydelsefulla arbeten inom den organiska kemin; bland dessa kan nämnas syntesen av alkaloiden koniin, varigenom för första gången en alkaloid framställdes artificiellt. Hans framställning av homatropin fick farmakologisk betydelse. Även till läran om stereokemin lämnade han viktiga bidrag. Vid tyska naturforskarmötet 1903 höll han ett mycket omtalat föredrag om naturvetenskapernas inflytande på världsåskådningen. Han tilldelades Davymedaljen 1905.